# Хлюпино (Московская область)
Хлю́пино — деревня в составе сельского поселения Захаровское Одинцовского района Московской области России.
Население — 1512 чел. (2010).
Расположена в 25 км от административного центра района, города Одинцово. На границе деревни — Звенигородское шоссе. Железнодорожная платформа Хлюпино Звенигородской ветки Смоленского направления МЖД.
В 2006 году в состав деревни были включены посёлок Хлюпинского завода «Стройполимер» и посёлок станции Хлюпино.

## История
Ранняя история деревни неразрывно связана с историей захаровской вотчины дворянского рода Камыниных. Впервые название Хлюпино упоминается в документах 1586 года как часть владения Ивана Алексеевича Камынина. После его смерти вотчиной владела его вдова Федосья Ивановна, передавшая Хлюпино в качестве приданого своей дочери Марии Ивановне, которая вышла замуж за дьяка Ивана Дмитриевича Мизинова. Около 1646 года владелец Захарова, Богдан Иванович Камынин, сумел возвратить Хлюпино в состав своей вотчины, а затем передал деревню по наследству младшему сыну Артемию.
В начале XVIII века Хлюпиным владел стольник Дмитрий Артемьевич Камынин, а затем его двоюродный племянник Иван Тихонович Камынин. В 1745 году хлюпинская вотчина Камыниных переходит во владение к хозяину Захарова князю Александру Александровичу Урусову, который в том же году продал Хлюпино Василию Ивановичу Сабурову. Позднее его сын, Фёдор Васильевич, продал имение, и в 1768 году Хлюпино уже являлось частью поместья Сатарово, принадлежавшего жене тайного советника Афанасия Ивановича Львова Вере Никифоровне. При её сыне, Александре Афанасьевиче Львове, в 1800 году в деревне насчитывалось 16 дворов и 95 душ обоего пола. Крестьяне находились на барщине и жили «посредственно зажиточно».
К середине XIX века Хлюпино перешло во владение генеральше Софье Сергеевне Бибиковой. При ней и при последующих владельцах деревни численность её жителей оставалась сравнительно небольшой: 1852 г. — 74 человека; 1890 г. — 88 человек; 1911 г. — 99 человек на 22 дворах. В начале XX века на хлюпинской земле располагались небольшие усадьбы господ С. И. Хохлова, А. С. Левина, Е. М. Пенкина, А. Е. Образцовой.

### Советский период
В январе 1920 года в связи с критическим положением с топливом в Москве, для заготовки дров была проложена узкоколейная железная дорога от Голицына до Хлюпина. В 1926 году на ней была открыта станция Хлюпино.
Перепись 1926 года зафиксировала в деревне 50 хозяйств, в которых проживало 213 человек. Из них только 38 было занято крестьянским трудом, остальные работали в товариществе по изготовлению железобетонных изделий или занимались отхожими промыслами. Позднее по соседству с деревней появилось несколько новых населённых пунктов — посёлок при железнодорожной станции Хлюпино, посёлок Хлюпинского лесничества.
В 1960 году рядом с деревней был построен завод «Стройполимер», возле которого возник одноимённый рабочий посёлок. По переписи 1989 года в самой деревне Хлюпино числилось всего 46 хозяйств и 90 постоянных жителей, в то время как в посёлке Хлюпинского завода «Стройполимер» — 389 хозяйств и 1166 жителей. В посёлке Хлюпинского лесничества в это время значилось 28 хозяйств и 69 жителей, а в посёлке при железнодорожной станции Хлюпино — 27 хозяйств и 76 человек постоянного населения.

### Присоединение населённых пунктов
В 2005 году Хлюпино, как и другие населённые пункты бывшего Захаровского сельского округа, вошло в состав муниципального образования сельское поселение Захаровское.
В 2006 году постановлением Губернатора Московской области деревня Хлюпино, посёлок Хлюпинского завода «Стройполимер» и посёлок станции Хлюпино были объединены в единый населённый пункт — деревню Хлюпино. Посёлок Хлюпинского завода «Стройполимер» и посёлок станции Хлюпино были исключены из учётных данных административно-территориальных и территориальных единиц Московской области.
Стоит отметить, что в 2006 году постоянное население деревни Хлюпино составляло 67 человек, посёлка станции Хлюпино — 29, а посёлка Хлюпинского завода «Стройполимер» 1406 человек. Таким образом, население деревни после объединения значительно возросло, однако, статус посёлка она не приобрела.

## Население
| 2002 | 2006 | 2010  |
| ---- | ---- | ----- |
| 67   | →67  | ↗1512 |